# Huotian, Hunan
Huotian (kinesiska: 火天, 火天乡) är en socken i Kina. Den ligger i provinsen Hunan, i den södra delen av landet, omkring 84 kilometer norr om provinshuvudstaden Changsha. Antalet invånare är 18578. Befolkningen består av 8 862 kvinnor och 9 716 män. Barn under 15 år utgör 17,0 %, vuxna 15-64 år 73 %, och äldre över 65 år 8,0 %.
Genomsnittlig årsnederbörd är 1 879 millimeter. Den regnigaste månaden är maj, med i genomsnitt 312 mm nederbörd, och den torraste är oktober, med 57 mm nederbörd.